# Napalm Death
Napalm Death (с англ. — «Напалмовая смерть») — британская грайндкор-группа, основанная в 1981 году. Группа считается одним из основоположников жанра «грайндкор», возникшего на стыке трэшкора и краст-панка, со значительным влиянием формирующегося жанра трэш-метала и дэт-метала. По мере развития их музыкального стиля, Napalm Death всё больше экспериментировали с дэт-металом (средний период творчества), далее группа вернулась к своим грайндкор-корням, сохранив, однако, значительную дэт-составляющую. Композиция «You Suffer» была занесена в «Книгу рекордов Гиннесса» как самая короткая в мире песня — точная длительность этого трека составляет 1,316 секунды.
Первый альбом группы, озаглавленный Scum и вышедший в 1987 году, прошёл почти незамеченным в широких музыкальных кругах, но оказал глубокое влияние на всю метал-сцену.
По данным системы Nielsen SoundScan, за период с 1991 по 2003 год группа занимала седьмую позицию в числе самых продаваемых дэт-метал-групп в США.

## История

### Начало

#### Первые шаги и анархо-панк (1981—1984)
Музыкальный коллектив Napalm Death был основан в мае 1981 года в английском посёлке Мериден (недалеко от Бирмингема) 13-летним Николасом Булленом и 14-летним Майлзом Рэтледжем. Перебрав ряд возможных названий для группы (включая Civil Defence, The Mess, Evasion, Undead Hatred), ребята остановились на Napalm Death («Смерть от напалма»). Сейчас название служит для группы антивоенным заявлением, осуждающим применение в военных действиях напалмовых бомб, широко использовавшихся в частности во время вьетнамской войны. Во времена юношества Буллена и Рэтледжа это было просто отсылкой к соответствующим сценам из их любимого фильма «Апокалипсис сегодня». Первый более-менее стабильный состав группы сформировался в декабре (Буллен — вокал/бас, Рэтледж — барабаны и Саймон "Сай О" Оппенхаймер — гитара) и продержался до января 1982 года, когда Буллен полностью переключился на вокал, а басистом стал Грэм Робертсон.

Napalm Death состава 1982—1983.
Слева направо: Куинн, Рэтледж, Робертсон, Буллен.

Музыкальное влияние на только что созданный коллектив главным образом оказал ранний анархо-панк и соответствующие группы — Crass, The Ex, The Apostles и др. Первый концерт Napalm Death прошёл 25 июля 1982 года в «Miners Club» города Атертон, что в Уорикшире, где группа выступала с другими молодёжными командами. В августе из группы уходит гитарист Оппенхаймер, его на недолгое время (до октября) заменяет Дэррил Федески, но в конце концов гитаристом становится бывший басист Робертсон, а басистом и бэк-вокалистом — Финбарр Куинн. В 1982—1983 годах группа продолжает выступать, а также записывает 4 демо-кассеты, и один из их треков (The Crucifixion of Possessions) в укороченной версии попадает на издававшийся группой Crass сборник Bullshit Detector Vol 3 (1984), став таким образом первой «официальной» записью группы.
Тем не менее, начиная с конца 1983 года, деятельность группы практически полностью прекратилась, и в 1984 у Napalm Death состоялось лишь одно выступление (с участием дополнительной вокалистки Мэриен Уильямс). В этот период Буллен встретил в музыкальном магазине Бирмингема гитариста Джастина Броадрика (будущего основателя Godflesh) и принял участие в его электронном проекте Final.

#### Новый состав и новый стиль (1985—1986)
В июле 1985 года Буллен, Рэтледж, Робертс и присоединившийся к ним гитарист Дэмиен Эррингтон воссоединяются, чтобы принять участие в концерте в Бирмингеме, в котором участвовал и Final Броадрика. После выступления Буллен и Рэтледж предлагают Броадрику присоединиться к Napalm Death, и тот соглашается. С этого момента группа, превратившаяся в трио (Буллен снова стал поющим басистом) начинает поиски собственного стиля, микшируя элементы постпанка в духе Killing Joke, хардкор-панка в духе Discharge и трэш-метала, ориентированного на Possessed и Celtic Frost.
Первые концерты Napalm Death в новом составе прошли 31 августа 1985 года — в Телфорде и том же Бирмингеме, который становится для группы основным «окном в мир». В сентябре басистом становится Питер Шоу, и 23 октября Napalm Death записывают своё пятое 8-трековое демо под названием Hatred Surge, которое можно было приобрести на концертах или по почте. Тем временем взятый Булленом и Броадриком курс на исполнение исключительно жёсткой музыки вызвал раскол в группе, в результате чего Рэтледж и Шоу оказались вне состава (Рэтледж впоследствии основал группы Aberration и Witch Hunt, причём в последней играл вместе с другими бывшими участниками Napalm Death — Куинном и Робертсоном). В декабре 1985 года за барабаны в Napalm Death садится местный фанат группы Мик Харрис, которого в частности считают «крёстным отцом» бласт-бита — одного из ключевых элементов экстремального металла и грайндкора. Более того, Марк Гринуэй (позже ставший вокалистом Napalm Death) в своих интервью упоминал, что именно Харрис придумал сам термин «грайндкор». В новом составе и с новой музыкой Napalm Death отыграли множество концертов в 1986 году, в частности вместе с такими панк- и хардкор-группами, как The Varukers, Amebix, Antisect и др.
15 марта 1986 года делается новое, уже шестое по счёту демо — From Enslavement To Obliteration (не путать с одноимённым альбомом), а в августе Napalm Death записывают на бирмингемской Rich Bitch Studio 13 треков для готовящегося сплит-альбома с лондонской кроссовер-трэш-командой Atavistic. Впоследствии эти 13-треков станут первой половиной дебютного альбома группы.
Между тем Napalm Death вступили в период очередных, теперь уже кардинальных перемен в составе. Басистом в это время стал Джим Уайтли, а гитарист Броадрик покинул группу и стал барабанщиком в стоунер/индастриал команде Head of David (гитаристом на какое-то время становится Фрэнк Хили, игравший ранее в Annihilator). Наконец, в декабре 1986 года, полностью разочаровавшись в музыкальном направлении, в котором шла группа, Napalm Death оставил и её основатель Ник Буллен, решивший сосредоточиться на учёбе в университете, где он изучал английскую литературу и философию. Впоследствии (в 1991 году) он с Миком Харрисом и Броадриком сформирует группу Scorn.

### Первый альбом и первые туры (1987—1989)
После ухода Броадрика и Буллена Харрис и Уайтли начали срочный поиск новых музыкантов. В итоге гитаристом согласился стать Билл Стир (участник ливерпульской группы Carcass), а вокалистом — Ли Дорриан, который вокального опыта не имел, но был давним другом Napalm Death и когда-то даже помогал им с организацией концертов. 

Napalm Death состава 1988—1989.
Слева направо: Мик Харрис, Стир, Дорриан, Эмбери.

 В этом составе в мае 1987 года были записаны 17 треков для второй стороны дебютного альбома Scum, который вышел на лейбле Earache Records в июле, изначально в формате аудиокассеты. Этот альбом с его короткими брутальными песнями-терактами произвёл на метал-рок-сообщество эффект разорвавшейся бомбы. В 2006 году Scum вошёл в американский список «1001 альбом, который стоит прослушать, прежде чем вы умрёте».
Уайтли тем временем ушёл из группы и в короткий тур в поддержку альбома поехал новый басист Napalm Death — Шейн Эмбёри (бывший барабанщик Unseen Terror). Отметившись на знаменитых сессиях у Джона Пила, записав несколько вещей для различных сборников и сплит-альбома с японскими грайндкорщиками S.O.B., группа записывает в Birdsong Studios второй альбом — From Enslavement To Obliteration (1988) и в Slaughterhouse Studios — EP Mentally Murdered (1989). В последнем группа предложила слегка изменённый звук, миксующий грайндкор с дэт-металом. Тогда же Napalm Death впервые появились на английском телевидении в программе «Heavy Metal Special».
Далее последовал тур по Японии, после которого (в июле 1989 года), Стир и Дорриан покидают группу из-за того, что первый больше не мог разрываться между Napalm Death и Carcass, а второй основал свою дум-метал-группу Cathedral. Их места в группе сразу же занимают вокалист Марк «Барни» Гринуэй (экс-Benediction) и гитарист Джесси Пинтадо (экс-Terrorizer). В составе Гринуэй/Пинтадо/Эмбери/Харрис Napalm Death принимают участие в организованном Earache Records туре «Grindcrusher» вместе с теми же Carcass, Bolt Thrower и Morbid Angel. После этого тура в группу приходит второй гитарист — Митч Харрис.

### От грайндкора к дэт-металу и обратно (1990—1994)
В 1990 году участники группы летят во Флориду, где в студии Morrisound Recording под руководством именитого продюсера Скотта Бёрнса (Death, Cannibal Corpse, Sepultura и др.) приступают к записи своего третьего альбома Harmony Corruption (1990). Музыкальный стиль на этой пластинке изменился, предложив более медленные и чёткие ритмические структуры, ознаменовав практически полный переход от грайндкора к дэт-металу. После выхода альбома группа отправилась в мировое турне, посетив в частности Бразилию. На одном из этих выступлений был записан первый официальный концертный альбом Napalm Death Live Corruption, а моменты самого тура были запечатлены на одноимённом видео, режиссёром которого стал известный в «металлических» кругах режиссёр Стив Пэйн.
Альбом вызвал неоднозначную реакцию среди британских фанатов группы, некоторые из которых увидели в переходе Napalm Death к дэт-металу симптом продажности. В ответ в марте 1991 года Napalm Death, отказавшись от дальнейшего сотрудничества с Бёрнсом, на радость поклонникам записывают в студии Violent Noise Experience Club EP Mass Appeal Madness, ставший возвращением группы к своим грайндкоровским корням. Эта запись, вместе с материалом EP Mentally Murdered, сингла 1990 года Suffer The Children, сплита с S.O.B. и живыми треками с Live Corruption позже вошла в первый официальный сборник группы Death By Manipulation (1992). В начале декабря 1991 года, накануне распада СССР, Napalm Death дают два концерта в московском Ледовом дворце Крылья Советов (совокупная аудитория — ориентировочно 14000 человек) вместе с группами Samael, Шах, Коррозия металла, Чёрный обелиск.

Napalm Death состава 1991—2004.
Слева направо: Митч Харрис, Эмбери, Гринуэй, Эррера, Пинтадо

Тем временем Мик Харрис, отработавший с группой более пяти лет, покидает Napalm Death вследствие творческих разногласий, и барабанщиком становится Дэнни Эррера, старый друг Джесси Пинтадо. В принципе с приходом Эрреры состав Napalm Death наконец-то устоялся, и дальнейшие изменения в нём были незначительны. Новый грайндкоровый альбом Utopia Banished продюсировался Колином Ричардсоном (позже работавшим с Machine Head, Slipknot, Cradle of Filth и др.) и вышел в июне 1992 года. В том же году группа едет сначала в европейский тур «Campaign for Musical Destruction» вместе с Dismember и Obituary, а затем и в американский (вместе с Sepultura, Sacred Reich и Sick of It All). В 1993 году группа издаёт EP Nazi Punks Fuck Off (заглавная вещь — кавер-версия песни Dead Kennedys) в поддержку антифашистских организаций, разошедшийся в итоге более чем 10 тысячами копий и приведший к тому, что на некоторых американских концертах группы начинаются беспорядки, устраиваемые неонацистами.
Очередной альбом группы — Fear, Emptiness, Despair — выходит в 1994 году. Несмотря на то, что он был столь же тяжёлым и агрессивным как и предыдущие релизы, в нём чувствуется лёгкий налёт индастриала, символизирующий начало экспериментов со звучанием, продлившихся у Napalm Death до конца 1990-х. Этот альбом стал для группы наиболее успешным в плане отзывов критиков, не в последнюю очередь благодаря треку «Twist The Knife (Slowly)», вошедшему в саундтрек к фильму «Смертельная битва», который менее чем за год стал платиновым. Материал новой пластинки был обкатан в ходе совместных концертов с Entombed, Obituary и Machine Head.

### Napalm Death в новом веке (1995—2004)
В декабре 1995 года у Napalm Death выходит EP Greed Killing, ставший своеобразной промопластинкой к вышедшему в январе 1996 альбому Diatribes, самому, пожалуй, неоднозначному альбому коллектива. В середине года «Барни» Гринуэй из-за разногласий внутри коллектива на некоторое время исключается из состава группы и принимает участие в записи альбома Damage 381 группы Extreme Noise Terror, из которой в Napalm Death приходит вокалист Фил Вэйн. В студии Вэйн не записывался — отношения с членами группы у него не сложились, к тому же вскоре в команду вернулся Гринуэй.
Последовавшие диски Inside The Torn Apart (1997) и Words From The Exit Wound (1998) продолжили экспериментальный путь, по которому пошли Napalm Death, но вместе с тем они были заметно быстрее двух предыдущих релизов. Возвращение же группы в «лоно грайндкора» в некотором роде произошло в альбоме Enemy Of The Music Business (2000). Темы альбома отразили недовольство группы состоянием музыкальной индустрии в целом, и политикой лейбла Earache в частности (этот диск вышел уже на американском лейбле Spitfire Records). Последовавший в 2002 году релиз Order Of The Leech стал ещё более быстрым и агрессивным. В 2004 группа выпускает Leaders Not Followers, Part 2 — альбом кавер-версий песен хардкор-панк- и метал-групп (Kreator, Sepultura, Discharge и др.), первая часть которого была представлена в виде EP ещё в 1999 году, когда Napalm Death начали сотрудничать с легендарным британским продюсером и звукорежиссёром Рассом Расселом (Dimmu Borgir, The Exploited, The Berzerker и др.) Этот альбом ознаменовал переход Napalm Death под крыло лейбла Century Media.
На дисках 2002 и 2004 годов уже не играл Джесси Пинтадо, который временно выбыл из группы из-за личных проблем и, по его собственному признанию, усталости от Napalm Death и желания заняться чем-то новым. Пинтадо окончательно покинул коллектив в начале 2004 года, после чего возродил свой старый коллектив Terrorizer. Несмотря на то, что в буклетах этих двух релизов Napalm Death Пинтадо был указан в качестве гитариста, его партии были исполнены Харрисом. 27 августа 2006 года Пинтадо скончался в госпитале в Нидерландах после обострения диабета.

### Настоящее время
В 2005 году выходит альбом The Code Is Red... Long Live The Code. Среди приглашённых поучаствовать в записи этого диска вокалистов значились Джелло Биафра (экс-Dead Kennedys, Lard), Джефф Уолкер (Carcass) и Джеми Джаста (Hatebreed). Альбом продолжил работу группы в направлении брутального экстремального металла вместе с запатентованным грайндкоровским звучанием. В сентябре 2006 года последовал релиз Smear Campaign, вызвавший сильный резонанс среди критиков и фанатов из-за осуждения излишней религиозности правительства США и других стран. Для двух треков этого альбома в качестве дополнительной вокалистки была приглашена Аннеке Ван Гирсберген из The Gathering.
После выхода пластинки, в начале 2006 года Napalm Death возглавляют тур с участием Kreator, A Perfect Murder и Undying. Затем следует тур «World Domination» 2007. Параллельно басист Эмбёри участвует в сайд-проекте с Миком Кенни из Anaal Nathrakh.
В ноябре 2008 года в интернете появляется альбом Napalm Death Time Waits For No Slave (официальный релиз состоялся 23 января 2009). В первую неделю в США было продано около 1800 копий альбома, что подняло его на 19 место в чартах Top Heatseekers Billboard 200.
В мае 2011 года Napalm Death вошли в студию Parlour в английском городе Кеттеринг со своим продюсером Рассом Расселлом, чтобы приступить к записи своего 15-го альбома.
Осенью 2011 года, в поддержку нового альбома, группа провела масштабное восточноевропейское турне. В рамках тура Napalm Death дали концерты и в российских городах: Владивостоке, Хабаровске, Иркутске, Красноярске, Томске, Новосибирске, Екатеринбурге, Москве и Санкт-Петербурге.
В феврале 2012 года Napalm Death выпустили 15-й студийный альбом Utilitarian на лейбле Century Media.
Осенью 2013 года группа вновь посетила Россию и СНГ в рамках масштабного европейского тура. В списки заявленных городов попали: Алма-Ата, Киев, Самара, Тольятти, Ярославль, Рязань, Санкт-Петербург, Москва, Минск, Петрозаводск и Мурманск.
5 ноября 2014 года на официальной странице группы в социальной сети Facebook было опубликовано сообщение о том, что, из-за болезни, на живых выступлениях Митча будет заменять Джон Кук (Corrupt Moral Altar, Out for Blood, Venomous Concept, Vicious Bastard, War of the Second Dragon).
В туре 2015 года с группой выступает гитарист Erik Burke (ex-Brutal truth и др.)
26 января 2015 года группа выпустила шестнадцатый альбом Apex Predator — Easy meat.

## Участники

### Нынешний состав
- Марк «Барни» Гринуэй — вокал (1989—1996; 1997 — настоящее время)
- Шейн Эмбёри — бас-гитара (1987 — настоящее время)
- Митч Харрис — гитара, бэк-вокал (1989 — настоящее время; с 2014 на перерыве)
- Дэнни Эррера — ударные (1991 — настоящее время)

### Концертный состав
- — гитара, бас-гитара (2012; 2014-настоящее время)

### Бывшие участники

#### Вокалисты
- Николас Буллен aka «Ник Напалм» (1982—1986)
- Мэриен Уильямс (1984)
- Ли Дорриан (1987—1989)
- Фил Вэйн (1996—1997, умер в 2011) †

#### Гитаристы
- Саймон Оппенхаймер aka «Сай О» (1981—1982)
- Дэррил Федески aka «Даз Эф», «Сид» (1982)
- Грэм Робертсон aka «Грэйхард», «Роббо» (1983—1985)
- Дэмиен Эррингтон (1985)
- Джастин Бродрик (1985—1986)
- Фрэнк Хили (1987)
- Билл Стир (1987—1989)
- Джесси Пинтадо (1989—2004, умер в 2006) †

#### Басисты
- Николас Буллен aka «Ник Напалм» (1981, 1985—1986)
- Грэм Робертсон aka «Грэйхард», «Роббо» (1982)
- Финбарр Куинн aka «Фин» (1983—1984)
- Питер Шоу aka «Пи Нат» (1985)
- Джеймс Уайтли aka «Джим» (1986—1987)

#### Барабанщики
- Майлз Рэтледж (1981—1985)
- Мик Харрис — ударные (1985—1991)

## Дискография
- 1987 — Scum
- 1988 — From Enslavement To Obliteration
- 1990 — Harmony Corruption
- 1992 — Utopia Banished
- 1994 — Fear, Emptiness, Despair
- 1996 — Diatribes
- 1997 — Inside The Torn Apart
- 1998 — Words From The Exit Wound
- 2000 — Enemy Of The Music Business
- 2002 — Order Of The Leech
- 2004 — Leaders Not Followers, Part 2 (кавер-версии)
- 2005 — The Code Is Red... Long Live The Code
- 2006 — Smear Campaign
- 2009 — Time Waits For No Slave
- 2012 — Utilitarian
- 2015 — Apex Predator – Easy Meat
- 2020 — Throes of Joy in the Jaws of Defeatism
- 2022 — Resentment is Always Seismic - a final throw of Throes